# Batalla de Nicopolis (1798)
La Batalla de Nicopolis fue un enfrentamiento militar que ocurrió en Préveza el 12 o 23 de octubre de 1798 (Dependiendo del calendario), entre el Imperio Otomano y Francia. El enfrentamiento culminó en una victoria arrasadora del Imperio Otomano, que se anexaría la ciudad de Préveza. 

## Antecedentes

#### Conflicto turco-veneciano
La ciudad de Préveza y, en general, toda la Península de Morea (Peloponeso) fue históricamente disputada entre la República de Venecia y el Imperio Otomano en las Guerras turco-venecianas. Venecia capturó la ciudad de Préveza el año 1717 durante la séptima guerra turco-veneciana. El dominio veneciano de la ciudad persistió hasta la disolución de la República de Venecia en 1797.

#### Dominio francés en 1797
Tras el Tratado de Campo Formio, donde se decretó la disolución de la República de Venecia, Préveza, como otras posesiones venecianas en Grecia y Albania, fueron cedidas a la Francia revolucionaria. Por lo que 280 granaderos franceses llegaron a Préveza al mando del general La Salchette. Napoleón Bonaparte, en tanto, centró su atención en otra dirección, lanzando la Campaña francesa en Egipto y Siria, haciendo que Francia entrara en guerra con el Imperio Otomano, sin pensar en el destino de la pequeña guarnición de Préveza expuesta al borde del territorio otomano. En octubre de 1798, el gobernador otomano Ali Pasha Tepelena, que tenía ambiciones de convertirse en un gobernante semiindependiente, atacó Préveza con una fuerza abrumadora.

## La masacre
En la batalla de Nicópolis el 12 de octubre de 1798, las 7.000 tropas otomanas de Ali Pasha y su hijo Mukhtar superaron por completo a los 280 granaderos franceses y sus aliados locales, 200 guardias civiles de Préveza y los 60 guerreros Souliote al mando del capitán Christakis. Durante los dos días siguientes, el 13 y 14 de octubre de 1798, tuvo lugar una gran masacre de parte de los otomanos contra las tropas francesas y la población griega local que defendía la ciudad. El 14 de octubre, Ali Pasha pidió a los ciudadanos de Préveza que habían escapado a las montañas de Acarnanian que regresaran a la ciudad, prometiendo que no correrían peligro. Sin embargo, a su regreso, 170 de ellos fueron ejecutados en la Aduana del Puerto de Salaora. Muchos prisioneros que sobrevivieron a la masacre murieron posteriormente a causa de las penurias que sufrieron camino a Ioánina. Al regresar las tropas victoriosas, Ali Pasha organizó su recepción en Ioánina, en la cual a los prisioneros franceses y rebeldes se les dio la terrible tarea de caminar al frente de la caravana con las cabezas cortadas y saladas de sus compañeros, bajo los gritos y burlas de los residentes de Ioánina. Desde Ioánina, nueve granaderos franceses y dos oficiales fueron enviados encadenados a Estambul para ser interrogados. Uno de ellos, el capitán Louis-Auguste Camus de Richemont, fue posteriormente liberado, posiblemente gracias a la mediación de parte de la madre de Napoleón Bonaparte, María Letizia Bonaparte y, finalmente, fue nombrado general. Algunos cuentos populares, de dudosa autenticidad histórica, relacionan este incidente con los orígenes del Diamante del Cucharero, uno de los tesoros más celosamente guardados del Palacio Topkapi de Estambul.

## Consecuencias
A pesar de que Préveza permaneció bajo dominio otomano por más de un siglo, este evento, tanto el intento de defender la ciudad por parte de las milicias griegas como la masacre que le siguió, y la influencia de las ideas revolucionarias de los franceses, tuvieron un importante papel en el desarrollo del nacionalismo griego que, finalmente, haría que estallara la Guerra de Independencia Griega tres décadas después.